# Steve Bannos
Steve Bannos (né le 5 août 1960 à Chicago, en Illinois) est un acteur et scénariste américain connu pour son rôle de M. Kowchevski dans Freaks and Geeks, pour lequel il écrit le scénario de l'épisode 16 de la saison 1 L'Âge de la raison. Il a beaucoup travaillé avec le producteur de cinéma, réalisateur et scénariste Judd Apatow.

## Filmographie partielle
- 1997 : Life Sold Separately, de Paul Feig : Larry
- 1997 : Statical Planets, de Joel Hodgson
- 1998 : Every Night and Twice on Sundays, (court-métrage) de James Michael Hughes : Tony DiMicelli
- 1999 : Freaks and Geeks (série TV) : Frank Kowchevski (#12 épisodes, 1999-2000)
- 2004 : Adventures in Homeschooling, (court-métrage) de Adam Dooley : Laszlo Getch
- 2005 : 40 ans, toujours puceau (The 40 Year-Old Virgin), de Judd Apatow : le père au restaurant
- 2006 : Enfants non accompagnés (Unaccompanied Minors), de Paul Feig : Tree Salesman
- 2007 : SuperGrave (Superbad), de Greg Mottola : le professeur de mathématiques
- 2008 : Délire Express (Pineapple Express), de David Gordon Green : Jared - Thug #2
- 2008 : Drillbit Taylor, garde du corps (Drillbit Taylor), de Steven Brill : Coffee Computer Guy
- 2009 : Funny People, de Judd Apatow : Deli Manager
- 2011 : Mes meilleures amies (Bridesmaids), de Paul Feig : Annie Walker
- 2013 : Les Flingueuses (The Heat), de Paul Feig